# 윤채이
윤채이(1984년 7월 9일 ~ )은 대한민국의 배우다.

## 연기 활동

### 드라마
- 2008년 SBS 드라마 스페셜 《일지매》
- 2013년 KBS1 일일연속극 《지성이면 감천》 ... 한설희 역
- 2013년 JTBC 월화드라마 《그녀의 신화》 ... 송진경 역

### 영화
- 2011년 《완벽한 파트너》 ... 연희 역
- 2014년 《녀녀녀》 ... 춘희 역